# La storia infinita (film)
La storia infinita (The NeverEnding Story) è un film del 1984 diretto da Wolfgang Petersen.
Il soggetto è tratto dall'omonimo romanzo di Michael Ende, rispetto al quale vi sono comunque numerose differenze. È interpretato, tra gli altri, da Noah Hathaway, Barret Oliver e Tami Stronach alla sua prima apparizione cinematografica. Il suo budget di 25 milioni di dollari ne fece il più costoso film di produzione tedesca. La pellicola fu un successo diventando un film cult e pietra miliare del cinema degli anni '80.
Il film ha avuto due seguiti, La storia infinita 2 (1990) e La storia infinita 3 (1994).
Il film è la trasposizione della prima parte del romanzo; la seconda parte è rappresentata nel primo seguito.

## Trama
Bastian è un bambino taciturno e sognatore, che risente della morte della madre; vive in compenso con il padre, che lo invita a tenere un comportamento consono alla sua età, facendogli presente che la realtà va affrontata e la morte della madre non deve essere una scusa per non fare il proprio dovere. 
Nello stesso giorno Bastian, mentre va a scuola, s’imbatte in tre bulli suoi compagni di scuola, che tentano di buttarlo nella spazzatura, ma lui riesce a liberarsi e inizia a scappare, rifugiandosi in una bottega. Si ritrova in una libreria, dove è accolto  dal padrone del negozio, che è intento a leggere uno strano volume intitolato La storia infinita. I due fanno amicizia e l'attenzione dedicata al grande libro suscita molta curiosità in Bastian. Quando il bambino gli chiede informazioni, però, gli dice che quello non è un racconto come tutti gli altri e cerca di convincerlo a lasciar perdere. Approfittando di un attimo di distrazione, Bastian prende il libro (lasciando scritto in notes che però è intenzionato a restituirlo) e scappa via.
Bastian arriva a scuola, in ritardo, e scopre che i suoi compagni sono già impegnati con un compito in classe. Decide allora di nascondersi nella soffitta della scuola, dove inizia a leggere avidamente il libro.
La storia è ambientata nel regno di Fantàsia, che è minacciato dal Nulla, un'oscura entità simile ad un terremoto che ne sta distruggendo le terre. L'unica speranza di salvezza è riposta nella sovrana del regno, che vive  dove i sudditi, tra cui Mordiroccia, un enorme masso umanoide che si ciba di rocce, e i suoi nuovi amici, due bizzarri maghetti, si recano disperati. Ma qui la popolazione, composta da stravaganti esseri immaginari, riceve una brutta notizia: l'Imperatrice è terribilmente malata. A farsi avanti è il giovane e affascinante Atreyu, a cui dopo l'iniziale scetticismo viene affidato il simbolo dell'Imperatrice denominato "l'Auryn", vale a dire un medaglione a forma di serpenti intrecciati.
Atreyu parte in groppa al suo cavallo Artax, ma è braccato dal malvagio Gmork, un Lupo nero enorme, manifestazione del Nulla, che lo insegue tentando d'impedirgli di compiere la sua missione. Giunto alle Paludi della tristezza Artax muore venendo inghiottito da una delle sabbie mobili della palude. Disperato per il decesso del suo cavallo, Atreyu vaga alla ricerca di Morla l'essere millenario, una gigantesca tartaruga il cui guscio è denominato appunto "monte guscio", completo di alberi, che lo indirizza alla volta dell'Oracolo del Sud. Gli dice però che è troppo lontano (circa diecimila miglia) e che non ha nessuna speranza di raggiungerlo. Atreyu, stanco e sconsolato, sta per venire inghiottito dalla palude ed essere raggiunto da Gmork, quando viene tratto in salvo da un gigantesco drago bianco.
Si risveglia tra le zampe del simpatico "FortunaDrago" Falkor e viene accolto dalle amorevoli cure degli gnomi coniugi Engywook e Urgl. Scopre poi che Falkor l'ha portato in prossimità dell'Oracolo, ma per giungere al suo cospetto deve prima superare alcune prove. La prima è la porta delle Sfingi, il cui sguardo incenerisce gli eroi dal cuore non abbastanza puro. La seconda porta è lo specchio dell'anima: qui Atreyu vede riflesso un ragazzino intento a leggere un libro. Bastian si accorge con stupore e spavento di essere parte della storia che sta leggendo.
L'Oracolo infine rivela ad Atreyu che l'unico modo di salvare l'Imperatrice e distruggere il Nulla è di trovare un nuovo nome per lei, e che solo un terrestre credente e sognatore può farlo.
Intanto il Nulla avanza travolgendo ogni cosa: l'Oracolo stesso viene distrutto e anche Atreyu e Falkor ne vengono travolti. L'eroe cade dalla groppa del drago e perde il medaglione. Si ritrova solo e sulle rovine di una strana città, sui cui muri riconosce una serie di affreschi che ritraggono le sue stesse avventure. Lì incontra Gmork, che gli rivela che Fantàsia non ha confini perché è fatta dei sogni degli esseri umani, e che il Nulla è la dimostrazione che gli umani non sognano più. Tuttavia Gmork rivela di essere un servitore di "coloro" che stanno al di là del Nulla e che con esso, in tal modo, potranno infine controllare chi non crede più in niente. Gmork era stato inviato per cercare l'emissario dell'Imperatrice Bambina e ucciderlo, in quanto egli era la sola speranza di fermare il Nulla, ma fallendo. Egli non sa che quell'emissario era Atreyu, il quale rivela quindi la sua identità e sfida il mostro che per reazione tenta di assalirlo. Ma Atreyu riesce a prevalere e, seppur ferito, si ricongiunge con Falkor un attimo prima di venire portato via dal Nulla.
Quando si risveglia in groppa a Falkor, Atreyu ha una brutta sorpresa: dove prima c'era il regno di Fantàsia ora c'è lo spazio aperto, il Nulla si è portato via tutto. Disperato, il giovane guerriero chiede aiuto all'Auryn (che Falkor aveva ritrovato) e giunge grazie ad esso alla Torre d'Avorio, unica costruzione rimasta in piedi, per ammettere davanti all'Imperatrice di aver fallito la missione. Ma la sovrana sembra al contrario felice e rivela ad Atreyu che egli ha adempiuto al suo compito, perché il giovane terrestre, che ha seguito tutte le avventure di Atreyu nel libro, è in realtà lì con loro: Bastian, senza rendersene conto, da quando ha cominciato a leggere il libro è diventato il protagonista della storia insieme ad Atreyu e adesso solo lui può salvare l'Imperatrice e Fantàsia dandole un nuovo nome. Il Nulla però, accortosi di ciò, tenta di eliminare Bastian, provocando una tempesta nel mondo reale per distruggere la soffitta in cui il bambino si trova, con l'intento di arrivare nel mondo reale per distruggerlo. Bastian, inizialmente incredulo, non accetta che tutto sia vero, ricordando ancora le ramanzine del padre che gli ha insegnato a smettere di fantasticare e il Nulla avanza attaccando la Torre d'Avorio e uccidendo Atreyu. Il Nulla sta per uccidere l'Imperatrice e quando quest'ultima chiama per nome Bastian implorandolo di credere ai suoi sogni e di salvarla, il ragazzo, realizzato di avere in mano il destino di Fantàsia, trova il coraggio di credere di nuovo e urla contro la tempesta del Nulla il nome della madre. In tal modo il Nulla viene distrutto e l'Imperatrice rimane in vita.
Bastian si ritrova insieme all'Imperatrice in un luogo buio, dove l'unica fonte di luce è un piccolo granello di sabbia che è tutto ciò che resta del vasto regno di Fantàsia. L'Imperatrice chiede a Bastian di ricreare quel mondo attraverso i suoi desideri e i suoi sogni. Il primo desiderio di Bastian è quello di cavalcare Falkor, iniziando a riportare così in vita il mondo di Fantásia (compresi Mordiroccia, i suoi amici maghetti, Atreyu e Artax) e in groppa al quale tornerà nel mondo reale mettendo in fuga i bulli che lo avevano perseguitato all'inizio. Bastian infine ritorna a casa, con la consapevolezza che ogni suo sogno gli permetterà di dare vita a molte altre avventure, prima di ritornare alla realtà.

## Produzione
Le riprese del film si sono svolte dal 14 marzo al 1º novembre 1983 e l'adattamento riguardava solo la prima metà del libro. La maggior parte del film è stata girata ai Bavaria Studios di Monaco di Baviera, ad eccezione delle scene di strada e degli interni scolastici nel mondo reale, che sono stati girati a Vancouver, in Canada (l'orologio a vapore di Gastown può essere visto nella scena iniziale dell'inseguimento dei bulli), e la spiaggia dove Atreyu cade, che è stato girato a Playa del Mónsul nel comune di Níjar vicino ad Almería (Spagna). All'epoca è stato il film tedesco più costoso.
A quel tempo, gli effetti speciali erano particolarmente elaborati, perché nel 1984 gli effetti generati dal computer erano ancora agli inizi e difficilmente praticabili. Tutte le creature fantastiche del film dovevano essere quindi costruite, partendo da piccoli modelli in argilla. Sulla base di queste forme, sono state prodotte figure di gommapiuma, che hanno ricevuto un interno meccanico. Alla fine, ci sono voluti fino a 15 burattinai per muovere un singolo personaggio. Queste costruzioni possono ancora essere viste parzialmente nella Bavaria Filmstadt a Geiselgasteig vicino a Monaco di Baviera: una delle attrazioni turistiche più popolari è il drago Falkor, che è particolarmente popolare tra i bambini, di fronte a uno schermo blu. Piccoli effetti speciali sono stati esternalizzati al Filmpark Babelsberg di Potsdam vicino a Berlino.

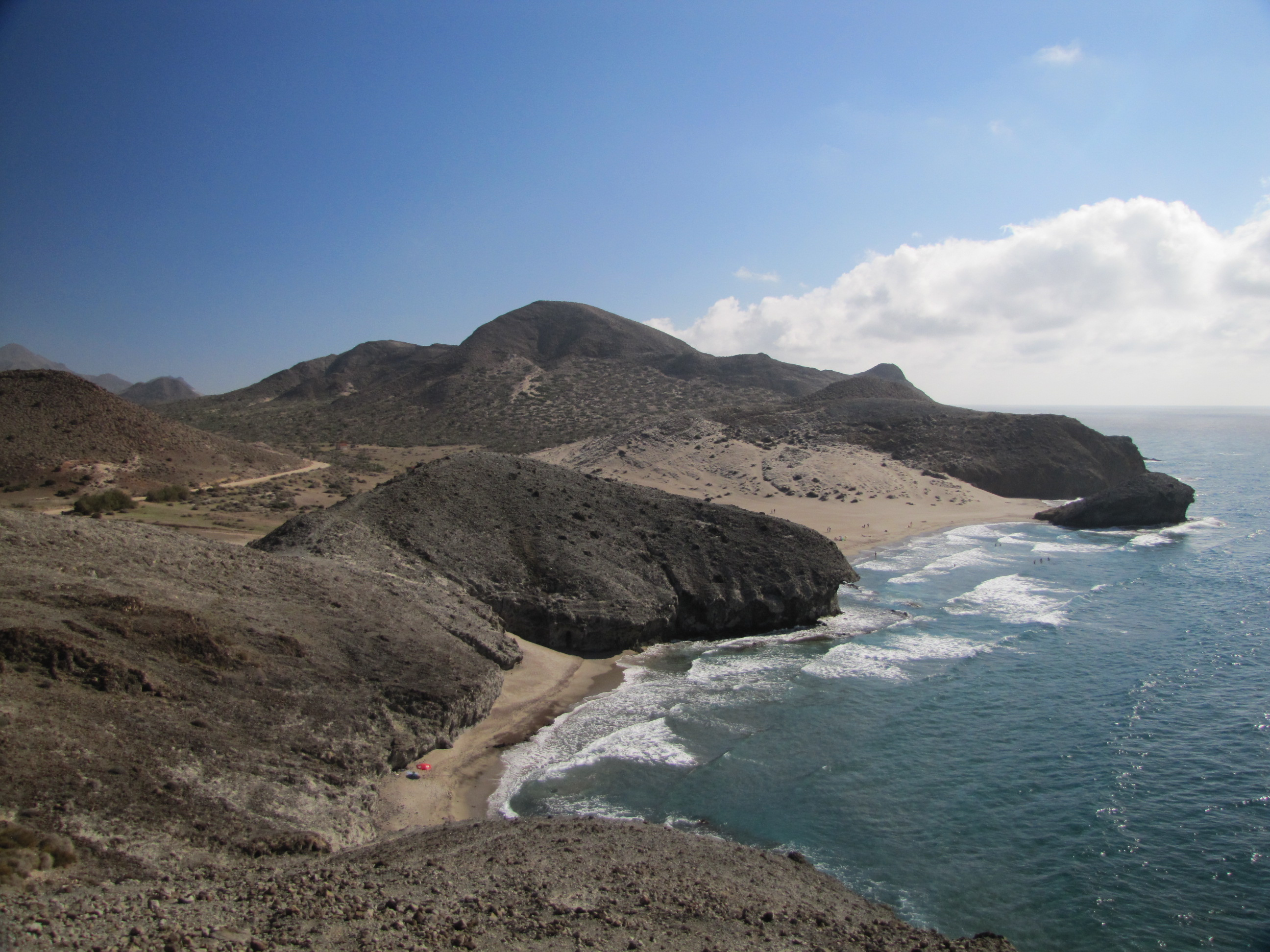
Playa del Mónsul in Spagna, luogo di parte delle riprese del film.

## Colonna sonora

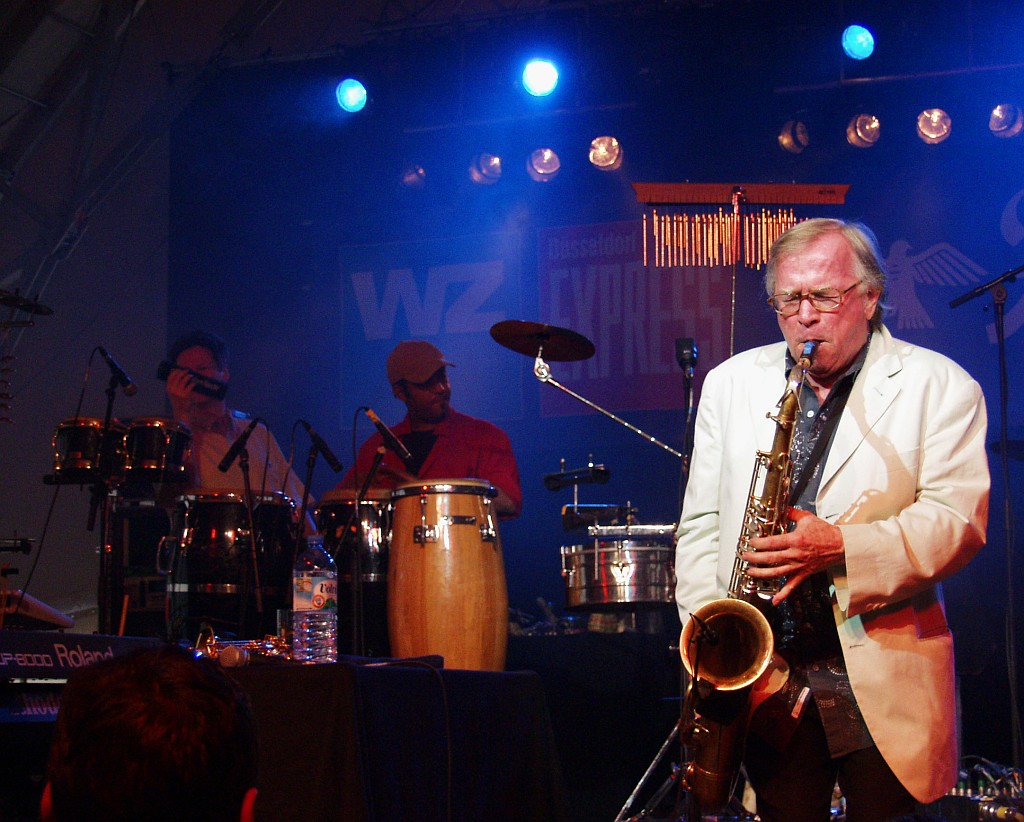
Il musicista Klaus Doldinger

Le musiche per il film furono composte da Klaus Doldinger del gruppo jazz tedesco Passport in collaborazione con l'italiano Giorgio Moroder. Moroder scrisse, assieme a Keith Forsey, anche la canzone The NeverEnding Story che venne interpretata da Limahl, ex leader del gruppo Kajagoogoo.
Del tema principale sono state fatte diverse cover da artisti quali The Birthday Massacre, Creamy, Dragonland, New Found Glory, Trick or Treat e dal violinista e cantante Omar Lopez. La hit di Limahl venne lanciata nel 1984 e subito si piazzò al 4º posto delle classifiche in Inghilterra e al 6º negli USA.
Della melodia Bastian's Happy Flight di Klaus Doldinger è stata realizzata nel 1994 una cover dal gruppo house italiano dei Club House.

## Distribuzione

### Data di uscita
La storia infinita venne proiettato per la prima volta nelle sale statunitensi il 20 luglio 1984, mentre in quelle italiane il 6 dicembre dello stesso anno.

### Edizione italiana
L'edizione italiana del film è a cura di Giorgio Balmas e Alberto Mochi Onori, mentre i dialoghi e la direzione del doppiaggio (eseguito dalla S.A.S.) sono ad opera di Fede Arnaud. I nomi dei personaggi non furono tradotti come nell'edizione italiana del romanzo, utilizzando invece quelli in lingua inglese, che corrispondono a quelli originali tedeschi con l'eccezione di Fùcur, che viene chiamato Falkor. Inoltre, la battuta in cui Bastian urla il nuovo nome dell'Imperatrice, Moon Child (tradotto in Fiordiluna nel romanzo), fu sostituita con la frase "Mamma si chiamava...". In questo modo si fa erroneamente intendere che Bastian dia all'Imperatrice il nome (ignoto) di sua madre.

### Versione USA
Nella versione americana del film, i titoli di testa sono stati cambiati stilisticamente (immagini di nuvole anziché sfondo nero). Inoltre, il film è stato abbreviato di 6:42 minuti per semplificare la storia. La musica da film di Klaus Doldinger è stata parzialmente sostituita dalla musica da film di Giorgio Moroder e Limahl. Entrambe le versioni sono incluse nel DVD tedesco.

### Edizioni home video
È stato distribuito in Germania dalla Costantin Video e negli Stati Uniti dalla Warner. In Italia, la General Video distribuì la versione in VHS con la durata di 101 minuti, mentre la prima edizione in DVD uscì per la MTC, e la seconda (rimasterizzata) per la Eagle Pictures. Anche la versione Blu-Ray italiana è stata distribuita dalla Eagle Pictures.

## Accoglienza

### Incassi
Il film è stato un successo al botteghino, incassando 100 milioni di dollari in tutto il mondo contro un budget di produzione di 60 milioni di marchi (circa 25-27 milioni di dollari all'epoca). Quasi 5 milioni di persone sono andate a vederlo in Germania, un numero raramente raggiunto dalle produzioni tedesche, con un incasso di circa 20 milioni di dollari statunitensi a livello nazionale. Ha anche incassato una cifra simile negli Stati Uniti; solo una modesta somma nel mercato americano, che il regista Wolfgang Petersen ha attribuito alla sensibilità europea del film.

### Critica
Il film detiene su Rotten Tomatoes un indice di gradimento dell'80% in base a 41 recensioni; il consenso del sito recita: "Un magico viaggio intorno all'immaginazione di un ragazzino per salvare una terra incantata morente, La storia infinita rimane un'avventura per bambini molto amata." Su Metacritic ha un punteggio di 46 su 100 sulla base delle recensioni di 10 critici, indicando "recensioni contrastanti o medie".
Roger Ebert del Chicago Sun-Times gli ha assegnato tre stelle su quattro e ha elogiato i suoi effetti visivi, affermando che "un mondo completamente nuovo è stato creato" grazie a loro, un commento ripreso da Variety. Gene Siskel ha detto che gli effetti speciali e la direzione artistica del film erano scadenti e che Falkor il drago fortunato assomigliava al tipo di peluche che avresti vinto a una fiera della contea e buttato via quando te ne andavi. Ha anche definito Noah Hathaway un "noioso" e ha detto che il film era "troppo lungo", anche dopo che Ebert ha sottolineato che il film durava solo 90 minuti. Joshua Tyler di CinemaBlend lo ha definito "Uno dei pochi veri capolavori fantasy."
Vincent Canby ha stroncato il film come una "fantasia senza grazia e senza umorismo per bambini" in una recensione del 1984 sul New York Times. La critica di Canby ha affermato che parti del film sembravano la guida all'esistenzialismo per preadolescenti. Ha inoltre criticato gli effetti speciali "pacchiani" e che la costruzione del drago sembrava un tappetino da bagno poco pratico.
Michael Ende, autore del libro su cui è basata la storia, dopo la prima, avrebbe dichiarato, infuriato, a causa delle enormi modifiche che produzione e regista volevano apportare alla storia, quando ormai era troppo tardi per opporsi: «...auguro la peste ai produttori. M'hanno ignorato. Quello che mi hanno fatto è una sozzura a livello umano, un tradimento a quello artistico». Il film venne comunque proiettato nei cinema, nonostante i tentativi dello scrittore per bloccarlo. Intentò una causa alla produzione perché fosse eliminato il suo nome dai titoli di testa, causa che, nel 1985, perse.

## Riconoscimenti
- 1985 - Saturn Award
  - Miglior attore emergente a Noah Hathaway
  - Candidatura al miglior film fantasy
  - Candidatura alla miglior colonna sonora a Giorgio Moroder e Klaus Doldinger
- 1984 - Premio Bambi
  - Miglior film nazionale a Wolfgang Petersen, Bernd Eichinger e Giorgio Moroder
- 1985 - Bavarian Film Award
  - Miglior produttore a Bernd Eichinger, Dieter Geissler e Günter Rohrbach
- 1985 - Festival Internazionale del Cinema di Porto
  - Candidatura all'International Fantasy Film Award come miglior film a Wolfgang Petersen

- 1985 - German Film Awards
  - Miglior scenografia a Rolf Zehetbauer
- 1984 - Golden Screen, Germania
  - Golden Screen
- 1984/1985 - Young Artist Award
  - Candidatura alla miglior performance in un film - Giovane attore protagonista a Noah Hathaway
  - Candidatura alla miglior performance in un film - Giovane attore protagonista a Barret Oliver
  - Candidatura alla miglior performance in un film - Giovane attrice non protagonista a Tami Stronach
  - Candidatura al miglior film d'avventura per la famiglia

## Adattamenti
Dal film in particolare, più che dal romanzo originale, venne tratto il videogioco di avventura testuale The Neverending Story del 1985.

## Restauro
Nel 2012, la versione lunga tedesca è stata ampiamente restaurata da Constantin Film e CinePostproduction GmbH. Hanno 
scansionate le due diverse versioni del film; la versione internazionale con la durata di 90/93 minuti e la versione tedesca di 97 minuti. La versione tedesca era disponibile solo in duplicato-positivo; il negativo originale era disponibile dalla versione internazionale. Per ottenere il miglior risultato possibile, il negativo originale è stato utilizzato come base per il restauro del duplicato-positivo ed è stato utilizzato solo per quelle sequenze che mancano nella versione internazionale. La scansione e l'elaborazione sono state eseguite in risoluzione 3K.

## Sequel
- La storia infinita 2
- La storia infinita 3